# Hénon (plaats)
Hénon is een gemeente in het Franse departement Côtes-d'Armor (regio Bretagne). De plaats maakt deel uit van het arrondissement Saint-Brieuc. Hénon telde op 1 januari 2022 2.315 inwoners.

## Geografie
De oppervlakte van Hénon bedroeg op 1 januari 2022 40,87 vierkante kilometer; de bevolkingsdichtheid was toen 56,6 inwoners per km².
De onderstaande kaart toont de ligging van Hénon met de belangrijkste infrastructuur en aangrenzende gemeenten.

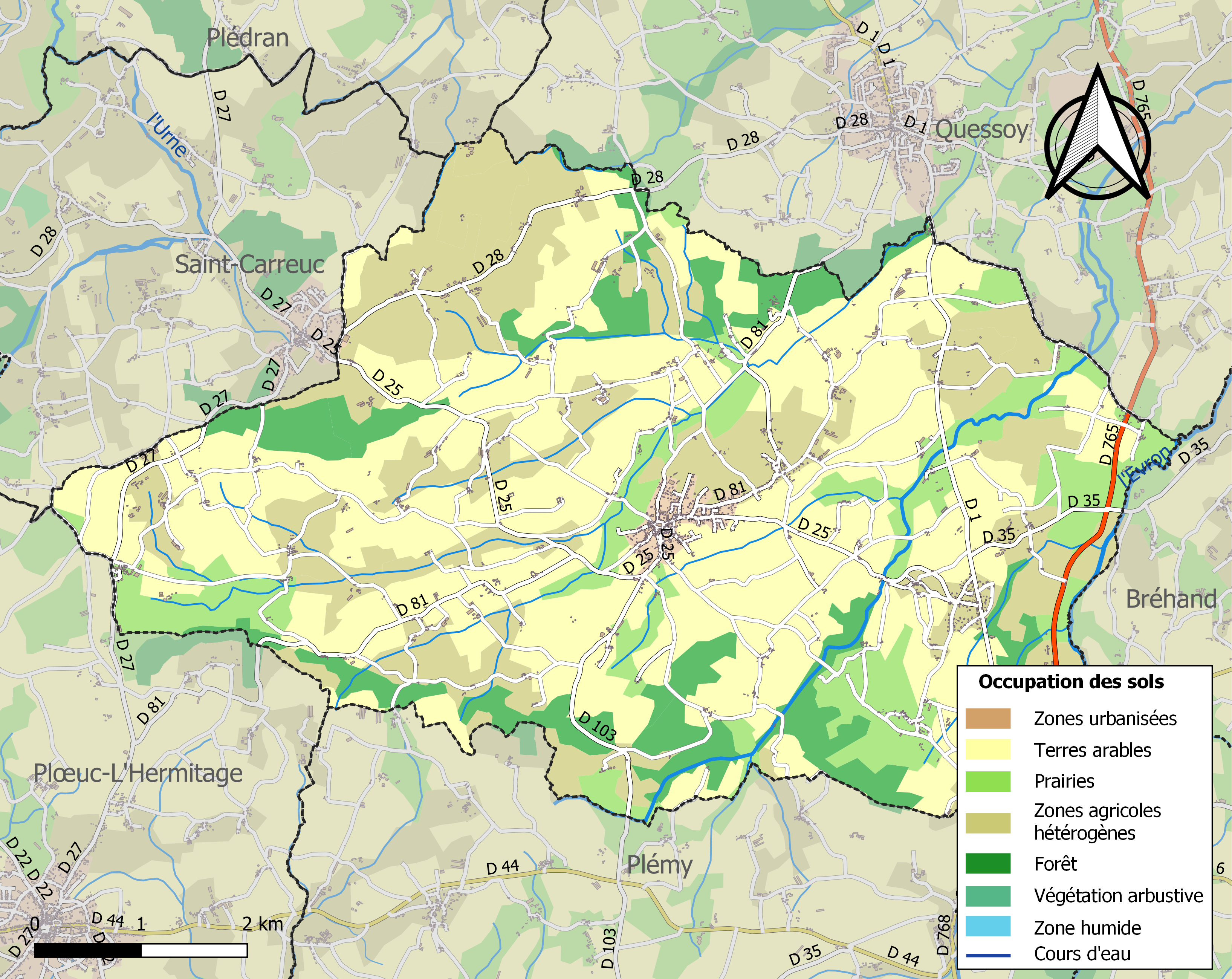

## Demografie
Onderstaande figuur toont het verloop van het inwonertal (bron: INSEE-tellingen).